# Amos Sassi
Amos Sassi (héberül עמוס סאסי, 1979. január 29. –) izraeli labdarúgóhátvéd.